# André Hubert Dumont

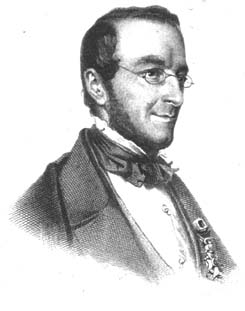
Geologe André Hubert Dumont

André Hubert Dumont (* 15. Februar 1809 in Lüttich; † 28. Februar 1857 ebenda) war ein belgischer Geologe, der die erste gründliche geologische Untersuchung von Belgien vornahm.

## Leben und Werk
Dumont war ein ausgezeichneter Student, 1832 gewann er einen Preis für eine Studie über die Geologie der belgischen Provinz Lüttich. Von 1835 bis zu seinem Tod war er Hochschullehrer für Geologie und Mineralogie an der Universität Lüttich. Später war er auch Rektor dieser Universität. Seine wichtigste Arbeit war die geologische Kartierung Belgiens, die mehrere Jahre in Anspruch nahm. Er besuchte beinah jeden Aufschluss in Belgien zu Fuß. 1849 veröffentlichte er die erste Geologische Karte von Belgien. Bis zu seinem Tod beschäftigte er sich mit der Verbesserung dieser Karte.
Dumont nahm eine aus lithologischer und stratigraphischer Sicht ausgezeichnete Unterteilung paläozoischer Gesteine in Südbelgien vor. Diese sollte noch zusammen mit der Arbeit von Jules Gosselet für lange Zeit die Basis für die weitere geologische Forschung bilden. Sein Mémoire sur les terrains ardennais et rhénan de l'Ardenne, du Brabant et du Condroz beinhaltete eine mineralogisch sehr genaue Beschreibung der Stratigraphie der Ardennen, war aber auf dem Gebiet der Fossilien noch verbesserungswürdig. Im Gegensatz zu anderen Geologen seiner Zeit wie der Brite Roderick Murchison, der Franzose Édouard de Verneuil oder der Russe Pjotr Tschichatschow, scheute sich Dumont, seine Unterteilung der Ardennen mit anderen Gebieten in Europa zu vergleichen. Er dachte, dass sich die Faunen der einzelnen Gebiete stark unterscheiden konnten, sodass bei der Korrelation mit der Hilfe von Leitfossilien Vorsicht geboten sei. Darum wollte er auch kein Devon oder Silur in Belgien erkennen, stratigraphische Einheiten, die u. a. von Murchison in Großbritannien definiert wurden.
Trotzdem stellte er vergleichende Forschungen zwischen dem Tertiär in Südengland und dem in Belgien an. Er reiste auch zum Bosporus und nach Spanien, um die Ähnlichkeiten in den beiden Gebieten zu studieren. 1850 schlug er die geologische Stufe des Ypresium vor.
Ein anderes Thema, mit dem er sich beschäftigte, war das Forschen nach Erzen und Mineralen.
Seit 1834 war er Mitglied der Académie royale des Sciences, des Lettres et des Beaux-Arts de Belgique.

## Familie
1841 heiratete er Amélie  Hyacinthe de Jaer. Das Ehepaar hatte drei Söhne;  Jean-Baptiste  (* 1843), Jules (* 1844) und  André Dumont (1847–1920).

## Auszeichnung
Die Geological Society of London zeichnete Dumont 1840 mit der Wollaston-Medaille aus. Er war Mitglied der belgischen Akademie der Wissenschaften.

## Sonstiges
2005 war er auch einer der Kandidaten für den Titel Der größte Belgier, schaffte es aber nicht auf die endgültige Nominierungsliste und landete auf Platz 193 von denen, die gerade so aus der Nominierungsliste fielen.